# トルラ酵母
トルラ酵母（torula yeast、学名: Cyberlindnera jadinii）は、酵母の種である。蛋白質資源としての家畜用飼料や、加工食品の添加物といて用いられる。製紙産業などの森林産業の副産物を使って培養される。生化学製品の原料としても用いられる。

## 概要
微生物タンパクを利用する目的で、第一次世界大戦中ドイツで、木材の酸分解糖液を原料にして、トルラ酵母を培養し、食料として利用しようという研究が行われた。これは実用化しなかったが、製紙産業の亜硫酸パルプ廃液を利用して培養する方法で、1950年代から家畜用飼料として用いられるようになった。トルラ酵母の名は現在はシノニムとなっている学名、Torula utilisの属名に由来する。